# Begraafplaats van Sint-Joost-ten-Node

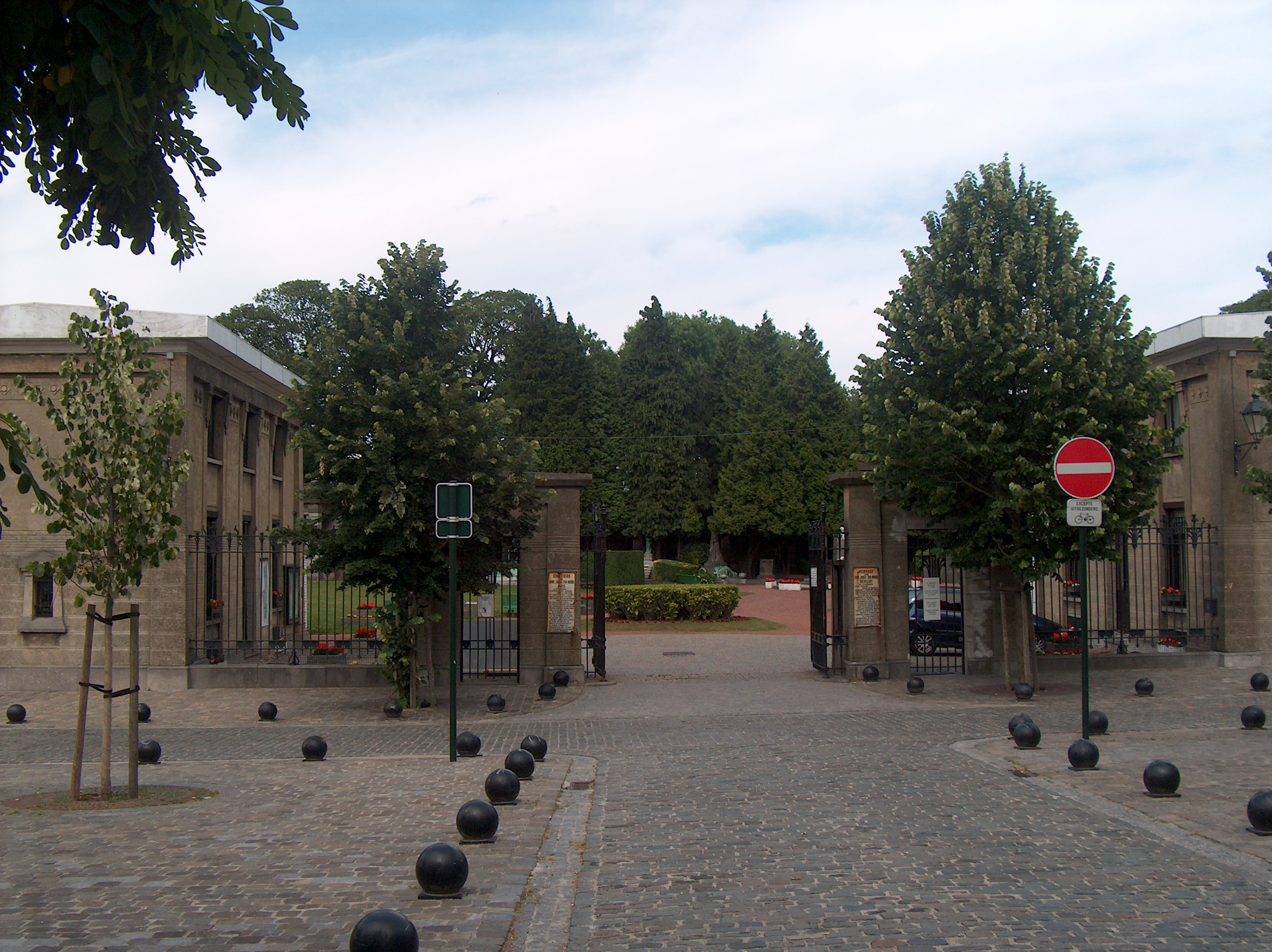
Ingang van de begraafplaats van Sint-Joost-ten-Node

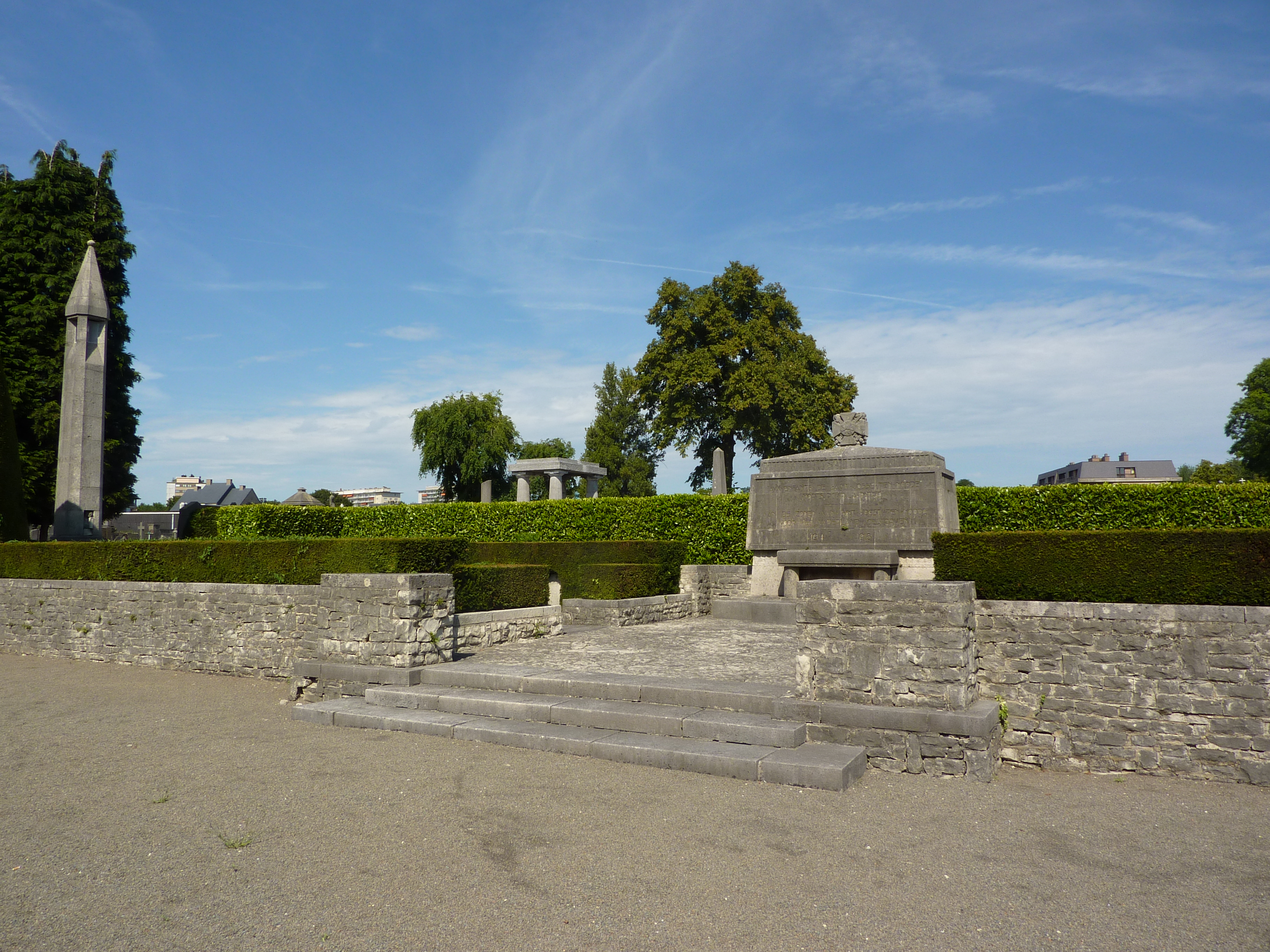
Oorlogsmonument 1914-1918

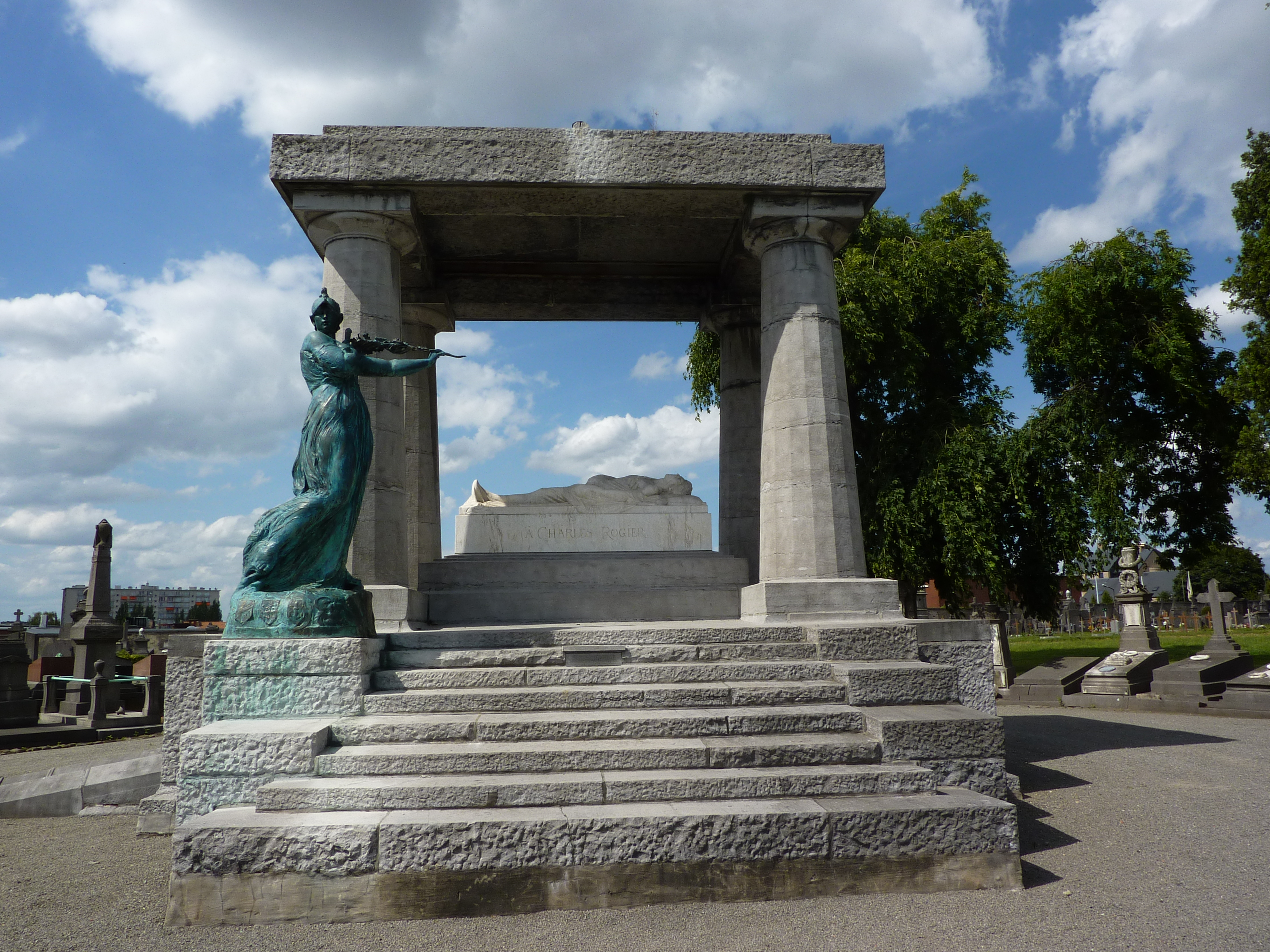
Mausoleum van Charles Rogier

De begraafplaats van Sint-Joost-ten-Node is een gemeentelijke begraafplaats van de Belgische gemeente Sint-Joost-ten-Node in het Brussels Hoofdstedelijk Gewest. De begraafplaats ligt echter niet op het grondgebied van Sint-Joost-ten-Node, maar wel op het grondgebied van de Brusselse gemeente Schaarbeek.

## Bekende personen
- Édouard Agneessens (1842-1885), schilder
- François Binjé (1835-1900), schilder
- Guillaume Charlier (1854-1925), beeldhouwer
- Franz Courtens (1854-1943), schilder
- Guy Cudell (1916-1999), burgemeester
- Charles de Groux (1825-1870), schilder
- Joseph Déry (1888-1972), burgemeester
- Henri Frick (1850-1930), burgemeester
- George Garnir (1868-1939), schrijver
- Caroline Gravière (1821-1878), schrijfster
- Jean-Baptiste Madou (1796-1877), schilder
- Georges Pètre, (1874-vermoord in 1942), burgemeester
- Charles Rogier (1800-1885), politicus
- André Saint-Rémy (1913-1984), burgemeester
- Armand Steurs (1849-1899)), burgemeester
- Eugène Van Bemmel (1824-1880), schrijver
- Gaston Williot (1905-1990), burgemeester